# Greta Lindgren
Greta Cecilia Lindgren, född 26 maj 1900 i Töreboda, Björkängs församling, Skaraborgs län, död 3 juni 1991 i Clichy, Frankrike, var en svensk skådespelare och operett- och operasångare (sopran). Hon var dotter till konduktören David Lindgren och Emma Charlotta Larsdotter och år 1902 flyttade familjen till Falköping.
Lindgren var engagerad vid Oscarsteatern i Stockholm 1920–1921 och vid Stora Teatern i Göteborg 1921–1923 varpå hon under sex års tid bedrev sångstudier i New York och i Paris. Lindgren debuterade på Stockholmsoperan 1930 i titelrollen i Jules Massenets opera Thaïs.

## Filmografi
- 1920 – Erotikon

## Teaterroller (i urval)
| År   | Roll               | Produktion                                                          | Regi                    | Teater          |
| ---- | ------------------ | ------------------------------------------------------------------- | ----------------------- | --------------- |
| 1921 | Eurydike           | Än leva de gamla gudar Otto Hellkvist                               | Svasse Bergqvist        | Vasateatern     |
| 1921 |                    | Sista valsen Oscar Straus                                           | Carl Barcklind          | Oscarsteatern   |
| 1921 | Hertigen av Mantua | Frihetsbröderna Jacques Offenbach, Henri Meilhac och Ludovic Halévy | Albert Ranft            | Oscarsteatern   |
| 1930 | Thaïs              | Thaïs Jules Massenet                                                | Ragnar Hyltén-Cavallius | Kungliga Operan |